# Packet drop útok
Packet drop útok je v počítačových sítích druh denial of service útoku, při němž router (směrovač) zahazuje pakety, které by měl předávat dál. K tomu obvykle dochází z routeru, který je ohrožen z mnoha různých příčin. Jednou z nich útok typu denial-of-service na router pomocí známého DDoS nástroje.
Vzhledem k tomu, že v síti je zahazování paketů běžné, packet drop útok je velmi těžké odhalit a zabránit mu.
Škodlivý router tento útok může také provádět selektivně, například tak, že zahazuje pakety směřované do určité části sítě, v určitou dobu, nebo zahazuje každých n paketů každých t sekund, či náhodně vybranou část paketů. V případě, že router zkouší zahazovat všechny pakety, které přijme, útok může být objeven poměrně rychle prostřednictvím běžných síťových nástrojů, jako je např. traceroute. Také, když si ostatní routery všimnou, že škodlivý router zahazuje veškerý provoz, obvykle začnou daný router odstraňovat ze svých routovacích tabulek a nakonec nepůjde přes škodlivý router žádný provoz. Nicméně v případě, že router začne zahazovat pakety v určité časové periodě, nebo každých n paketů, je často těžší útok rozpoznat, protože nějaký provoz stále v síti probíhá.
Packet drop útok může být často nasazen na bezdrátové ad hoc sítě. Protože bezdrátové sítě mají odlišnou architekturu od typických kabelových sítí, hostitel může vyslat broadcast, že má nejkratší cestu k cíli. Tím bude veškerý provoz zaměřen na hostitele, který pak je schopen zahazovat pakety dle libosti.